# Liatongus raffrayi
Liatongus raffrayi là một loài bọ cánh cứng trong họ Bọ hung (Scarabaeidae).